# Lorenzo Lazzari
Lorenzo Lazzari (Bergamo, 23 agosto 1974) è un ex mezzofondista italiano, specializzato nei 1500 metri piani.

## Biografia
In carriera ha vinto complessivamente 6 titoli italiani nei 1500 m piani tra campionati outdoor ed indoor (4 titoli assoluti e 2 nella categoria promesse) ed altre cinque medaglie tra argenti e bronzi ai campionati italiani assoluti, oltre ad una medaglia d'oro ai campionati italiani assoluti indoor nei 3000 m. Tra il 1995 ed il 1996 ha ricevuto una convocazione nella nazionale under 23 e due nella nazionale maggiore, per degli incontri internazionali.
In seguito ha anche vinto una medaglia di bronzo alle Universiadi del 1999, ha partecipato agli Europei del 2002 (nei quali ha gareggiato nei 1500 m) ed ai Mondiali di corsa campestre dello stesso anno, chiusi con un piazzamento in sessantaseiesima posizione nel cross corto, con il tempo di 13'04". È stato tesserato per le Fiamme Oro, dopo gli inizi di carriera all'Atletica Bergamo (dove è rimasto fino al 1996). Nel 2000 ha partecipato nei 1500 m agli Europei indoor, venendo eliminato in batteria con il tempo di 3'43"06
Al momento del suo ritiro, il suo personale di 3'37"00 sui 1500 era il tredicesimo miglior tempo italiano di sempre sulla distanza. Il suo personale di 3'55"89 sul miglio, fatto registrare il 7 luglio 1999, è la quinta miglior prestazione italiana di sempre su tale distanza (e, in generale, una delle 13 prestazioni di atleti italiani sotto i 4'00"00 sulla distanza).

## Palmarès
| Anno | Manifestazione    | Sede             | Evento       | Risultato | Prestazione | Note |
| ---- | ----------------- | ---------------- | ------------ | --------- | ----------- | ---- |
| 1999 | Universiadi       | Palma di Maiorca | 1500 m piani | Bronzo    | 3'42"36     |      |
| 2000 | Europei indoor    | Gand             | 1500 m piani | Batteria  | 3'43"06     |      |
| 2002 | Europei           | Monaco           | 1500 m piani | Batteria  | 3'49"06     |      |
| 2002 | Mondiali di cross | Dublino          | Corsa breve  | 66º       | 13'04"      |      |
| 2002 | Mondiali di cross | Dublino          | A squadre    | 9º        | 123 p.      |      |

## Campionati nazionali
1993
- Bronzo ai campionati italiani juniores indoor, 800 m piani

1995
- Bronzo ai campionati italiani assoluti, 1500 m piani - 3'54"48
- Oro ai campionati italiani promesse, 1500 m piani - 3'46"26

1996
- 4º ai campionati italiani assoluti indoor, 1500 m piani
- Oro ai campionati italiani promesse indoor, 1500 m piani - 3'53"68
- Oro ai campionati italiani universitari, 1500 m piani

1997
- Argento ai campionati italiani assoluti, 1500 m piani
- Oro ai campionati italiani universitari, 1500 m piani

1998
- Oro ai campionati italiani assoluti, 1500 m piani - 3'40"16
- Oro ai campionati italiani universitari, 800 m piani
- Argento ai campionati italiani universitari, 1500 m piani

1999
- Oro ai campionati italiani assoluti, 1500 m piani - 3'41"45
- Argento ai campionati italiani assoluti indoor, 1500 m piani
- 8º ai campionati italiani assoluti indoor, 3000 m piani - 7'57"80

2000
- Oro ai campionati italiani assoluti indoor, 1500 m piani
- 7º ai campionati italiani assoluti indoor, 3000 m piani - 8'03"00
- 11º ai campionati italiani di corsa campestre, cross corto - 12'03"0

2001
- Oro ai campionati italiani assoluti, 1500 m piani - 3'42"40
- Oro ai campionati italiani assoluti indoor, 3000 m piani - 8'06"39
- Oro ai campionati italiani universitari, 800 m piani
- Oro ai campionati italiani universitari, 1500 m piani

2002
- Oro ai campionati italiani assoluti indoor, 1500 m piani - 3'43"94
- 12º ai campionati italiani di corsa campestre, cross corto - 12'17"

2003
- 4º ai campionati italiani assoluti, 1500 m piani

2004
- 8º ai campionati italiani assoluti indoor, 3000 m piani - 8'09"94

2005
- 6º ai campionati italiani assoluti, 1500 m piani - 3'48"91
- 4º ai campionati italiani assoluti indoor, 800 m piani - 1'52"59
- Argento ai campionati italiani assoluti indoor, 1500 m piani - 3'50"84

2006
- 6º ai campionati italiani assoluti, 1500 m piani - 3'47"56
- 5º ai campionati italiani assoluti indoor, 3000 m piani - 8'10"52

2007
- 7º ai campionati italiani assoluti, 1500 m piani - 3'51"93
- 4º ai campionati italiani assoluti indoor, 1500 m piani - 3'49"31
- 7º ai campionati italiani assoluti indoor, 3000 m piani - 8'19"48

2009
- 5º ai campionati italiani assoluti indoor, 3000 m piani - 8'07"25

2010
- 7º ai campionati italiani assoluti indoor, 3000 m piani - 8'18"75
- 24º ai campionati italiani di 10 km su strada - 30'29"

2011
- 12º ai campionati italiani assoluti indoor, 3000 m piani - 8'23"31

## Altre competizioni internazionali
1998
- 12º al Golden Gala ( Roma), 1500 m piani - 3'40"53
- 12º al Rieti Meeting ( Rieti), 1500 m piani - 3'38"73
- Oro alla Corsa di Santo Stefano ( Casalserugo) - 30'03"

1999
- 16º al Golden Gala ( Roma), miglio - 3'55"89
- 13º al Rieti Meeting ( Rieti), 1500 m piani - 3'41"63
- Bronzo alla Corsa di Santo Stefano ( Bologna), 5 miglia - 24'44"

2000
- 17º al Golden Gala ( Roma), 1500 m piani - 3'46"71
- 4º alla Corsa di Santo Stefano ( Bologna), 5 miglia - 24'17"

2001
- 10º alla Scarpa d'oro	( Vigevano), 8 km - 24'15"
- 8º alla Corrida di San Lorenzo ( Zogno), 8 km - 24'29"
- Argento alla Team Italia Cup ( Bergamo), 6 km - 17'06"

2002
- 9º al Memorial Primo Nebiolo ( Torino), 3000 m piani - 8'01"33
- 5º al Diecimila della Pasquetta ( Gualtieri) - 28'53"
- 4º alla Corritreviso ( Treviso) - 30'19"
- Bronzo alla Oderzo Città Archeologica ( Oderzo), 9,7 km - 28'44"
- 16º al Cross di Alà dei Sardi ( Alà dei Sardi) - 33'09"

2003
- 9º al Diecimila della Pasquetta ( Gualtieri) - 29'55"
- 6º alla Oderzo Città Archeologica ( Oderzo), 9,8 km - 29'36"[5]

2007
- Bronzo alla Stravicenza ( Vicenza)[6] - 30'27"
- 18º al Giro podistico internazionale di Pettinengo ( Pettinengo), 9,5 km - 30'39"
- 18º alla Ponte in Fiore ( Ponte in Valtellina), 8 km - 25'53"

2009
- Oro alla Corsa di Santo Stefano ( Casalserugo) - 30'46"[7]
- 19º alla Straconi Golden Run ( Cuneo) - 30'53"
- 12º al Giro podistico internazionale di Pettinengo ( Pettinengo), 9,5 km - 29'45"
- Oro al Cross di Pescantina ( Pescantina)

2010
- Bronzo alla Apple Run ( Cavour), 10,5 km - 33'31"[8]
- 22º al Giro podistico di Pordenone ( Pordenone) - 30'29"
- Argento alla Stravicenza ( Vicenza) - 30'55"
- Argento alla Asiago Eco Race ( Asiago) - 31'28"
- 19º al Giro podistico internazionale di Rovereto ( Rovereto), 9,63 km - 29'09"
- 15º al Giro delle mura Città di Feltre ( Feltre), 9,5 km - 28'26"

2011
- 6º alla Stravicenza ( Vicenza) - 31'00"